# Gumesindo
Gumesindo fue un religioso mozárabe que fue arzobispo de Toledo entre 808 y 828, aproximadamente. No se tienen datos de su vida ni de su obra en la archidiócesis, tan sólo los años que pudo ocupar la sede. Sucesor de Elipando, los catálogos dicen que vivía en 820, y Flórez dice que inició su mandato hacia 808. Así Elipando debió morir nonagenario y es probable que la sede quedase vacante un tiempo. En todo caso, vivió hasta el año 828 y lo sucedió en el cargo Wistremiro.